# Митропа куп 1968.
Митропа куп 1968 је двадесетседма годишњица организовања Митропа купа.
Учествовале су по три екипе из Аустрије, Италије, Мађарске, Чехословачке и СФР Југославије. Игрло се по куп систему од осмине финала до финала.

## Осминафинала
| Клуб                     | Држава                                           | Резултати | Земља    | Клуб                     | 1. утак. | 2. утак. |
| ------------------------ | ------------------------------------------------ | --------- | -------- | ------------------------ | -------- | -------- |
| Црвена звезда, Београд   | Социјалистичка Федеративна Република Југославија | 4:3       | Мађарска | Диошђер, Мишколц         | 3:0      | 1:3      |
| Спартак Трнава           |                                                  | 3:2       | Италија  | Рома, Рим                | 2:1      | 1:1      |
| Ујпешт, Будимпешта       | Мађарска                                         | 8:2       | Аустрија | Бечки спортски клуб, Беч | 6:1      | 1:1      |
| Вардар, Скопље           | Социјалистичка Федеративна Република Југославија | 2:1       | Аустрија | ЛАСК, Линц               | 0:0      | 2:1      |
| Интер Слован, Братислава |                                                  | 8:3       | Мађарска | Татабања                 | 1:3      | 7:0      |
| Жељезничар Сарајево      | Социјалистичка Федеративна Република Југославија | 1:0       |          | Једнота, Тренчин         | 0:0      | 1:0      |
| Аустрија Беч, Беч        | Аустрија                                         | 3:2       | Италија  | Атланта, Бергамо         | 1:2      | 2:0      |
| Каљари                   | Италија                                          | 8:3       |          | Бањик , Острава          | 6:0      | 2:3      |

## Четвртфинале
| Клуб                   | Држава                                           | Резултати | Земља                                            | Клуб                     | 1. утак. | 2. утак. |
| ---------------------- | ------------------------------------------------ | --------- | ------------------------------------------------ | ------------------------ | -------- | -------- |
| Црвена звезда, Београд | Социјалистичка Федеративна Република Југославија | 5:3       |                                                  | Интер Слован, Братислава | 3:0      | 2:3      |
| Спартак Трнава         |                                                  | 4:3       | Социјалистичка Федеративна Република Југославија | Жељезничар, Сарајево     | 2:1      | 2:2      |
| Ујпешт, Будимпешта     | Мађарска                                         | 6:3       | Аустрија                                         | Аустрија Беч, Беч        | 2:2      | 4:1      |
| Вардар, Скопље         | Социјалистичка Федеративна Република Југославија | 2:0       | Италија                                          | Каљари                   | 1:0      | 1:0      |

## Полуфинале
| Клуб                   | Држава                                           | Резултати | Земља                                            | Клуб               | 1. утак. | 2. утак. |
| ---------------------- | ------------------------------------------------ | --------- | ------------------------------------------------ | ------------------ | -------- | -------- |
| Црвена звезда, Београд | Социјалистичка Федеративна Република Југославија | 4:2       | Мађарска                                         | Ујпешт, Будимпешта | 0:1, 4:1 |          |
| Спартак Трнава         |                                                  | 6:3       | Социјалистичка Федеративна Република Југославија | Вардар, Скопље     | 4:1      | 2:2      |

## Финале
| Клуб                   | Држава                                           | Резултати | Земља | Клуб           | 1. утак. | 2. утак. |
| ---------------------- | ------------------------------------------------ | --------- | ----- | -------------- | -------- | -------- |
| Црвена звезда, Београд | Социјалистичка Федеративна Република Југославија | 4:2       |       | Спартак Трнава | 0:1, 4:1 |          |